# Dimataling
Dimataling ist eine philippinische Stadtgemeinde in der Provinz Zamboanga del Sur. Sie hat 30.081 Einwohner (Zensus 1. August 2015).

## Baranggays
Dimataling ist politisch in 24 Baranggays unterteilt.
| - Bacayawan - Baha - Balanagan - Baluno - Binuay - Buburay - Grap - Josefina - Kagawasan - Lalab - Libertad - Magahis | - Mahayag - Mercedes - Poblacion - Saloagan - San Roque - Sugbay Uno - Sumbato - Sumpot - Tinggabulong - Tiniguangan - Tipangi - Upper Ludiong |